# Neotartessus pallidus
Neotartessus pallidus är en insektsart som beskrevs av Evans 1936. Neotartessus pallidus ingår i släktet Neotartessus och familjen dvärgstritar. Inga underarter finns listade i Catalogue of Life.